# Estudios Morgan
Morgan Studios, también conocidos como Morgan Sound Studios, fueron unos estudios de grabación ubicados en Willesden, Londres. Eran conocidos por muchas grabaciones de bandas y artistas británicos en los años 1960 y 1970 como Yes, The Kinks, Led Zeppelin, Pink Floyd, Paul McCartney y Black Sabbath, además de ser los primeros estudios de grabación con una grabadora de 24 pistas en Inglaterra fabricada por Ampex.
El dueño original fue Barry Morgan, después pasó a manos de Robin Millar quien los renombró a "Power Plant" y después "Battery". 

## Historia
Morgan Sound Studios fue fundado en 1967 por Barry Morgan, Monty Babson, Jerry Allen y Leon Clavert, quienes operaban un sello discográfico de jazz en Lansdowne Studios y querían encontrar un espacio para instalar las oficinas del sello. Los músicos decidieron construir también un estudio de grabación. Contrataron al ex ingeniero de Olympic Studios, Terry Brown, para administrar el estudio, quien nombró a otro exalumno de Olympic Studios, Andy Johns, como ingeniero jefe. Roy Thomas Baker, quien luego alcanzaría la fama como ingeniero y productor en Trident Studios también trabajó en Morgan en sus primeros años como ingeniero asistente.
Morgan Studios inicialmente operaba con una sala en vivo de tamaño modesto y una pequeña sala de control con una grabadora Scully de 1 pulgada y 8 pistas, así como grabadoras Ampex de 2 pistas y 4 racks. Los estudios también tenían un piano Steinway de cola y un órgano Hammond. En 1969, se construyó un Estudio 1 nuevo y más grande, y el estudio original pasó a llamarse Estudio 2. El nuevo estudio se equipó con una mesa de mezclas Cadac modular de 24x16, una grabadora 3M de 16 pistas y un Studer de 2 pistas. A80. El mismo año, cuatro de los empleados de los estudios, incluido el fundador Barry Morgan, el teclista Roger Coulam , el guitarrista Alan Parker y el bajista Herbie Flowers unieron fuerzas con los vocalistas Roger Cook y Madeline Bell para formar el grupo de pop británico Blue Mink.
En 1972, Morgan abrió un Studio 3 significativamente más grande en la planta baja de un edificio al otro lado de la calle, equipándolo con una consola Cadac 24x24 y una grabadora 3M M79 de 24 pistas. En 1974, Morgan compró otra propiedad a la vuelta de la esquina para abrir Studio 4, el espacio de estudio más grande de la compañía hasta el momento. Equipado con una mesa de mezclas Cadac de 28x24, Studio 4 también tuvo la distinción de ser el destinatario de la primera grabadora de cinta Ampex de 24 pistas en Inglaterra (aunque luego fue reemplazada por una Studer A80).

## Grabaciones hechas en Morgan Studios

### Álbumes
- Blind Faith (1969) – Blind Faith
- Supertramp (1969-1970) – Supertramp
- Meddle (1971) – Pink Floyd
- America (1971) – America
- Thick as a Brick (1972) – Jethro Tull
- Waterfall (1972) – If
- Sabotage (febrero de 1975) – Black Sabbath
- Tales from Topographic Oceans (agosto–octubre de 1973 ) – Yes
- Bucks Fizz (1981) – Bucks Fizz
- Back To Thunder (1978) Strife
- Three Imaginary Boys (1979) - The Cure

### Sencillos
- "Lola" (1970) – The Kinks
- "Making Your Mind Up" (1981) – Bucks Fizz
- "American tune" (1974) – Paul Simon
- "She's So High" (1991) – Blur